# Отгон Красный Казах
Отгон Красный Казах — упразднённый населённый пункт в Называевском районе Омской области. Входил в состав Утинского сельского поселения. Исключен из учётных данных в 2008 г.

## География
Располагался у западного края болота Орлово, в 8 км к востоку от села Жирновка.

## Население
Согласно результатам переписи 2002 года в населённом пункте проживало 3 человека, 100 % казахи.